# Révolution des Roses
 (avril 2023).
Si vous disposez d'ouvrages ou d'articles de référence ou si vous connaissez des sites web de qualité traitant du thème abordé ici, merci de compléter l'article en donnant les références utiles à sa vérifiabilité et en les liant à la section « Notes et références ».
La révolution des Roses (en géorgien : ვარდების რევოლუცია, romanisé : vardebis revolutsia) est une révolution pacifique se déroulant en Géorgie en novembre 2003. A l'initiative de l'opposition, de  vastes manifestations sont menées à la suite d'élections législatives contestées, particulièrement dans la capitale. Le mouvement se généralisant à travers le pays, le président Edouard Chevardnadze, soupçonné de corruption, est contraint à la démission et l'élection présidentielle anticipée qui s'ensuit élit Mikheil Saakachvili, chef de l'opposition pro-européenne provoquant une ouverture diplomatique du pays vers l'Occident.
Ce type de révolution s'étend à d'autres anciennes républiques de l'URSS, sous l'appellation générique de « révolutions de couleur ».

## Contexte

### Fragmentation de l'élite politique
L'Union des citoyens de Géorgie (UGC), parti au pouvoir pendant la présidence d'Edouard Chevardnadze, subit une crise interne due à la chute de la popularité du gouvernement, entraînant la défection de nombreux soutiens dès 2000. En 2001, le parti commence à se désagréger, de nombreux responsables et députés formant d'autres partis. Chevardnadze lui-même démissionne de la présidence de l'UGC en septembre 2001 et son ministre de la Justice Mikheil Saakachvili rejoint l'opposition au sein du Mouvement national uni. La désintégration du parti met alors en évidence la faiblesse du régime de Chevardnadze et disperse l'élite politique dans un certain nombre de nouveaux partis et de plates-formes indépendantes. L'UGC est ainsi largement battue par l'opposition aux élections locales de 2002, n'obtenant que 70 des quelques 5000 sièges parlementaires 
Après les élections locales de 2002, Chevardnadze tente de relancer son parti, mais son impopularité croissante et l'absence de nouveaux dirigeants font échouer ses tentatives .

#### Essor des organisations non gouvernementales
Dans le même temps, les organisations non gouvernementales (ONG) se multiplient dans le pays jusqu'à atteindre le nombre de 4 000 fin 2000, favorisées par l'adoption du code civil de 1997 qui facilite la création d'ONG avec peu de restrictions. Une partie d'entre elles a eu une influence politique, notamment sur le parlement, les deux plus importantes étant l'Association des jeunes avocats géorgiens et l'Institut de la liberté, toutes deux actives dans la promotion des droits de l'homme et de la liberté d'expression,.
La faiblesse de l'économie géorgienne permit à ces ONG de gagner en popularité en soutenant la population démunie. Dès l'été 2002, les dirigeants des ONG géorgiennes les plus influentes dénoncèrent l'obstination du président Chevardnadze à se maintenir au pouvoir et affirmèrent qu'une révolution pacifique serait nécessaire pour sortir de la crise sociale et économique secouant le pays.

##### Soutien de l'étranger
Le soutien des autres pays au régime diminua entre 2000 et 2003, des personnalités ayant ouvertement appelé à une transition plus démocratique, notamment Richard Miles (ambassadeur des États-Unis en Géorgie) et des membres de l'administration Bush, dont James Baker (ancien secrétaire d'État américain) qui firent pression sur Chevardnadze pour qu'il accepte d'établir des normes électorales démocratiques.
Au cours des trois années qui précédèrent la révolution des roses, le soutien financier au régime commença à se réduire, les États et les organisations étrangères préférant soutenir les ONG et les partis d'opposition, aggravant ainsi la situation budgétaire du gouvernement. Les États-Unis annoncèrent réduire leur aide, annonce coïncidant avec la décision du Fonds monétaire international (FMI) de suspendre son aide à la Géorgie. L'Organisation pour la sécurité et la coopération en Europe (OSCE) envoya des observateurs électoraux tandis que l'Agence américaine pour le développement international (USAID) fournit 1,5 million de dollars pour informatiser les listes électorales de la Géorgie. L'Open Society Institute (OSI), financé par George Soros, finança Mikheil Saakachvili et un réseau d'organisations pro-démocratiques.

##### Rôle des médias
La chaîne de télévision Rustavi 2, devenue la principale chaîne d'opposition, fut menacée à plusieurs reprises de fermeture par le gouvernement pour ses accusations de harcèlement et d'intimidation des journalistes. En réaction, Rustavi 2 fut soutenue financièrement par l'USAID et One Asia Foundation, qui mobilisèrent l'opinion publique afin d'empêcher l'immixtion du gouvernement dans les reportages de la station, permettant à la chaîne de jouer un rôle déterminant dans la construction de l'opposition et des protestations.
Deux événements survenus en 2001 aggravèrent l'hostilité de l'opinion publique envers le gouvernement : en juillet, un présentateur populaire de la chaîne Rustavi 2, Giorgi Sanaia, est assassiné. Les journalistes géorgiens et le public s'accordèrent pour dire qu'il a été tué en raison de son travail sur le conflit tchétchène et ses enquêtes sur la corruption. Puis en octobre, des agents du ministère de la sécurité nationale perquisitionnèrent le siège de Rustavi 2, tandis que leur intervention fut retransmise en direct depuis l'extérieur du bâtiment. Plus de sept mille manifestants, mobilisés par l'ONG Liberty Institute, se rassemblèrent devant le siège et exigèrent la démission du gouvernement. Le président réagit en limogeant son cabinet et son ministre de la sécurité, entraînant le départ de Mikheil Saakachvili et de Zourab Jvania.

##### Facteurs économiques
La fragilité du gouvernement de Chevardnadze et la chute de sa popularité entre 2000 et 2003 s'expliquèrent également par des problèmes économiques et une mauvaise gestion financière. À partir de 1998, les recettes du budget national commencèrent à être nettement inférieures aux prévisions et en 1999, l'État géorgien ne perçut que 70 % des recettes prévues, une situation qui se maintint jusqu'en 2003. Pour résoudre ce problème, le gouvernement commença à fausser les chiffres du ministère des finances afin de masquer les déficits budgétaires. Le régime se retrouva à la fois privé de fonds et incapable de respecter les normes du FMI en matière de prêts internationaux. Le FMI a finalement suspendu son propre financement pour la Géorgie en 2002. Sans accès aux prêts internationaux, la Géorgie n'est alors plus en mesure de restructurer ou de rembourser ses dettes importantes.
Le taux de croissance de l'économie géorgienne chute en 2002, alors qu'elle était déjà fragilisée par la crise économique de 1998 en Russie, principal fournisseur d'énergie et partenaire commercial de la Géorgie  .La reprise partielle de la croissance économique en 2003 ne permit pas de régler la crise budgétaire qui frappait l'État, le maigre programme de biens publics et de services de base du gouvernement étant chroniquement sous-financé pendant plusieurs années consécutives. À la fin de 2003, la dette sous forme de salaires et de pensions impayés atteignit 120 millions de dollars et les entreprises géorgiennes perdirent en moyenne 110 jours ouvrables par an en raison des défaillances des infrastructures (généralement dans le secteur de l'énergie). Les conditions sociales se détériorèrent, donnant lieu à une crise sociale où plus de la moitié de la population se retrouva sous le seuil de pauvreté, renforçant le mécontentement de la population à l'égard du pouvoir.
Dans le même temps, la corruption des fonctionnaires et de la police demeurait endémique, exacerbée par le manque de recettes budgétaires de la Géorgie, le salaire officiel d'un ministre géorgien étant d'environ 150 lari en 1998 (environ 75 dollars américains). La faiblesse des salaires contraignit de nombreux fonctionnaires à se tourner vers d'autres sources de revenus, souvent par le biais d'activités de corruption. À son sommet, la corruption était devenue si endémique qu'elle pouvait représenter 60 à 70 % de l'activité économique totale de la Géorgie, et allait jusqu'en haut du pouvoir, le président apparaissant comme un "chef de clan tolérant la corruption à grande échelle, y compris de la part de sa famille ",.

## Fraudes aux élections et manifestations
Le 2 novembre, les résultats officiels donnent l'UGC et ses soutiens en tête des élections législatives avec une majorité au parlement, résultats  immédiatement contestés par l'opposition qui dénonce des fraudes importantes pendant le scrutin, et affime être largement en tête. Des rassemblements débutent sur la Place de la liberté. Dans le même temps, après avoir placé les forces de l'ordre en état d'alerte, le président convoque le ministre de l'intérieur ainsi que le procureur, et refuse dans une allocution de démissionner.
Le 3 novembre, la mission internationale d'observation des élections, composée des assemblées parlementaires de l'OSCE et du Conseil de l'Europe, du Parlement européen et du Bureau des institutions démocratiques et des droits de l'homme (BIDDH) de l'OSCE, a conclu que les élections législatives du 2 novembre en Géorgie n'avaient pas respecté un certain nombre d'engagements en matière d'élections démocratiques. Mikheil Saakachvili affirma pendant ce temps qu'il avait remporté les élections, appuyé par des sondages indépendants réalisés à la sortie des bureaux de vote. L'opposition unie reconnue ces résultats indépendants et ont exhorté les Géorgiens à s'engager dans une désobéissance civile à l'égard des autorités. Les principaux partis d'opposition démocratiques s'unissent pour exiger l'éviction du président et l'organisation de nouvelles élections.
À la mi-novembre, des manifestations antigouvernementales massives commencent dans les rues centrales de Tbilissi, impliquant bientôt presque toutes les grandes villes de Géorgie dans une campagne de résistance civile, menées par des organisations de jeunesses dont Kmara.

## Démission du président et victoire de l'opposition

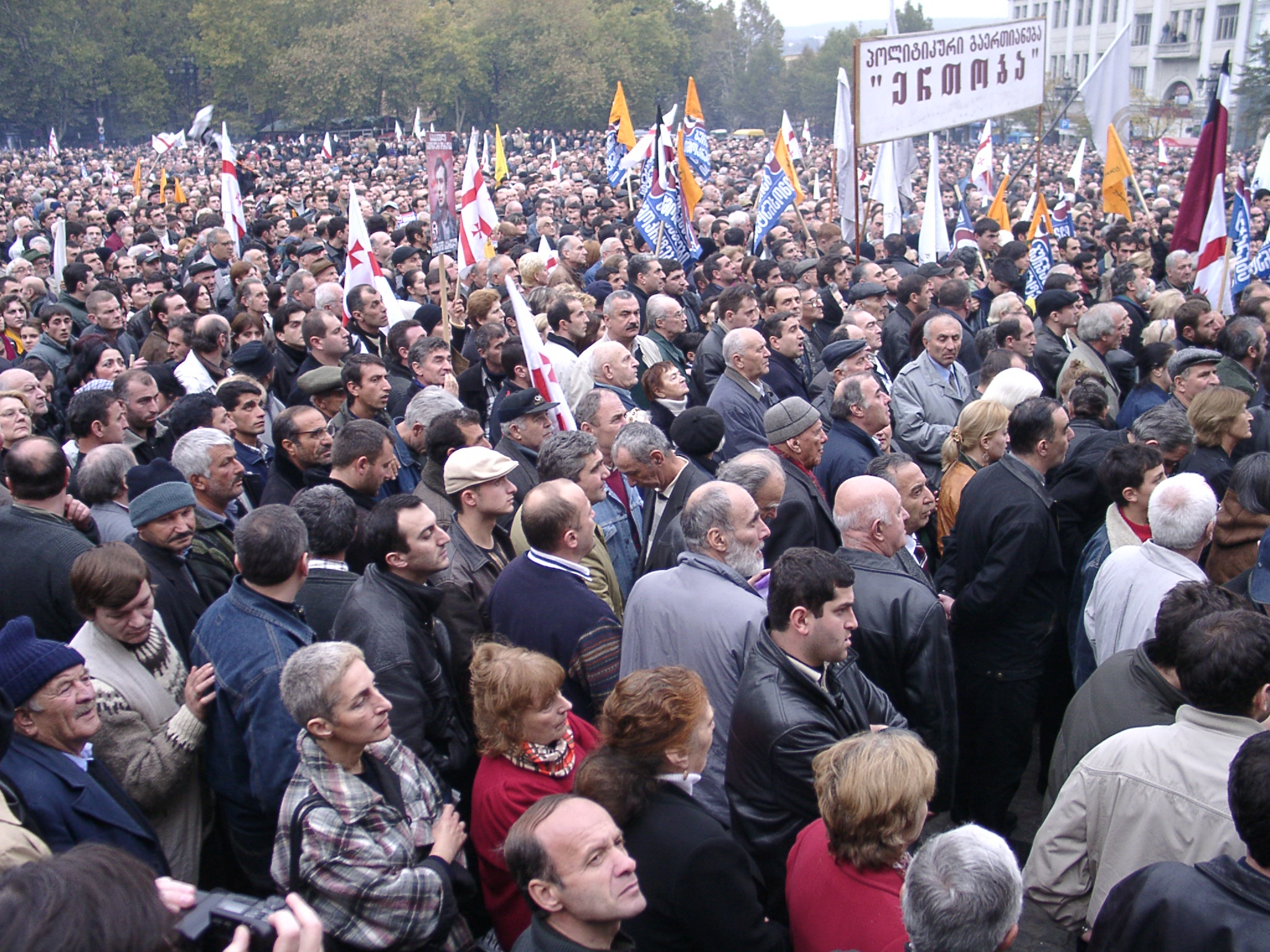
Révolution des roses, Géorgie, Tbilissi 2003. Place de la Liberté

La protestation atteignit son apogée le 22 novembre, lorsque Mikheil Saakachvili, roses à la main, et ses partisans firent irruption dans le parlement en pleine session, forçant le président en plein discours à quitter le parlement avec ses gardes du corps. Le président déclara dans la soirée l'état d'urgence et commença à mobiliser les troupes et la police près de sa résidence, à Tbilissi. Cependant, les unités militaires d'élite refusèrent de soutenir le gouvernement et fraternisèrent avec l'opposition. Dans la soirée du 23 novembre (jour de la Saint-Georges en Géorgie), Chevardnadze rencontra les dirigeants de l'opposition pour discuter de la situation, lors d'une réunion organisée par le ministre russe des affaires étrangères Igor Ivanov. À l'issue de cette rencontre, le président annonça sa démission, provoquant l'euphorie dans les rues de Tbilissi.
À la suite de la démission d'Edouard Chevardnadze, la Cour suprême de Géorgie a annulé les résultats des élections législatives et de nouvelles  sont convoquées pour donner le pouvoir à un nouveau dirigeant. Le président sortant du parlement, Nino Bourdjanadze, assume la présidence par intérim jusqu'à ce que de nouvelles élections soient organisées. Sans opposition et avec 96,2 % des voix, Saakachvili est élu président de la Géorgie et est investi le 25 janvier. Le 28 mars, de nouvelles élections législatives sont organisées, avec une large majorité remportée par le Mouvement national uni, parti présidentiel.